# 突撃隊 (映画)
『突撃隊』（とつげきたい、Hell is for Heroes）は1962年のアメリカ合衆国の映画。
ドン・シーゲル監督の作品で、出演はスティーヴ・マックィーンなど。
当初、原作・脚本のロバート・ピロッシュが監督とプロデュースも担当していたが、マックイーンとトラブルがありプロジェクトから離脱した。

## キャスト
| 役名         | 俳優                     | 日本語吹替                                      |
| 役名         | 俳優                     | フジテレビ版                                    |
| ------------ | ------------------------ | ----------------------------------------------- |
| リース       | スティーブ・マックイーン | 内海賢二                                        |
| コービイ     | ボビー・ダーリン         | 広川太一郎                                      |
| バイク軍曹   | フェス・パーカー         | 小林恭治                                        |
| ラーキン     | ハリー・ガーディノ       | 小林修                                          |
| ヘンショウ   | ジェームズ・コバーン     | 小林清志                                        |
| コリンスキー | マイク・ケリン           | 渡部猛                                          |
| ホーマー     | ニック・アダムス         | 野島昭生                                        |
| ドリスコル   | ボブ・ニューハート       | 野田圭一                                        |
| ルーミス     | ジョセフ・フーヴァー     | 石森達幸                                        |
| カンバリー   | ビル・マリキン           | 清川元夢                                        |
| モーガン     | スティーブン・フェリー   | 田中康郎                                        |
| フレーザー   | L・Q・ジョーンズ         | 城山知馨夫                                      |
| トーマス     | サイモン・プレスコット   | 若本紀夫                                        |
| ジープ兵     | ロバート・フィリップス   | 熊倉重之                                        |
|              |                          |                                                 |
| 演出         | 演出                     | 春日正伸                                        |
| 翻訳         | 翻訳                     | 飯嶋永昭                                        |
| 効果         |                          |                                                 |
| 調整         |                          |                                                 |
| 制作         | 制作                     | 東北新社                                        |
| 解説         | 解説                     | 高島忠夫                                        |
| 初回放送     | 初回放送                 | 1973年11月2日 『ゴールデン洋画劇場』※ノーカット |

※日本語音声DVD収録、字幕翻訳：小寺陽子

## スタッフ
- 監督：ドン・シーゲル
- 製作：ヘンリー・ブランク
- 原作：ロバート・ピロッシュ
- 脚本：ロバート・ピロッシュ、リチャード・カー
- 撮影：ハロルド・リップステイン
- 音楽：レナード・ローゼンマン
- 編集：ハワード・スミス